# Campo de Vóley Playa del Parque Chaoyang

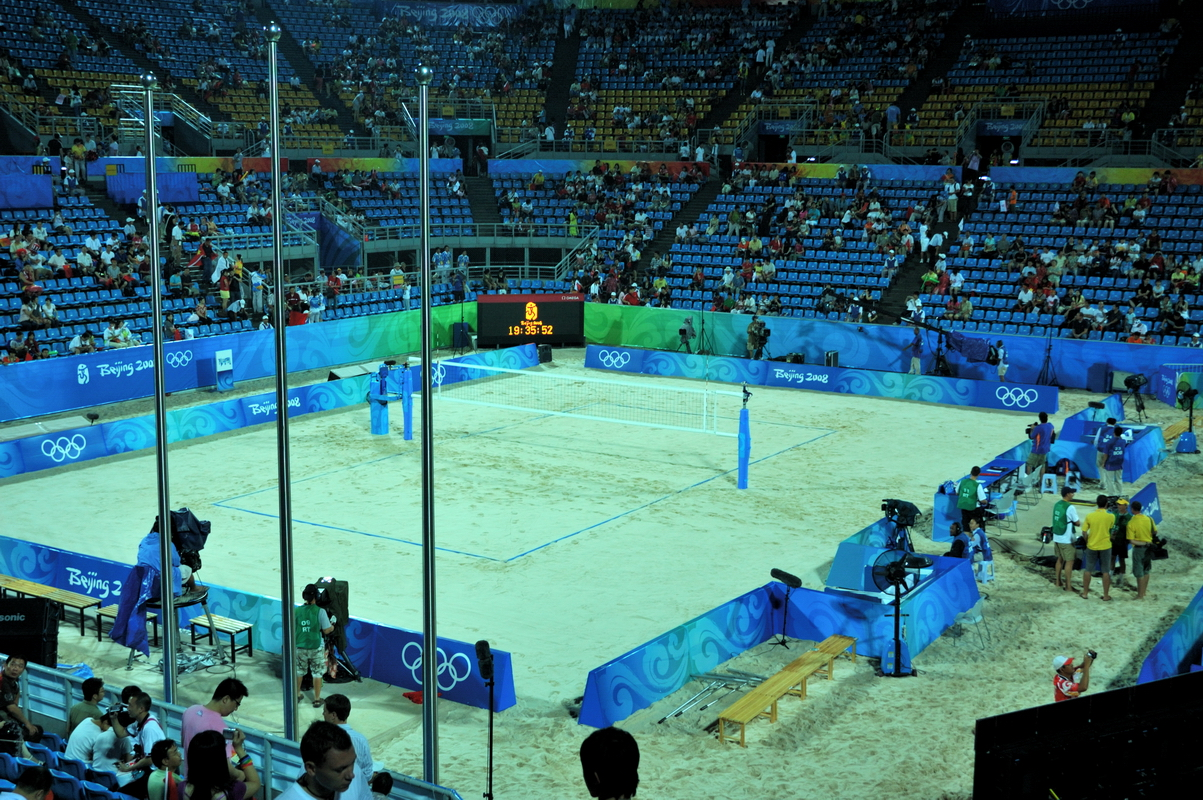
Instalaciones del Campo de Vóley Playa del Parque Chaoyang.

El Campo de Vóley Playa del Parque Chaoyang fue una instalación deportiva de carácter temporal, situada en Pekín (China) y donde se celebró la competición de vóley playa durante los Juegos Olímpicos de 2008. 
Contó con una pista central de competiciones, con capacidad para 12.000 espectadores, y 8 pistas de entrenamiento; todas ellas estaban ubicadas en el Parque Chaoyang del distrito de Chaoyang, al oriente de la capital china y a unos 8,5 km al sudeste del Parque Olímpico.